# مول جنوب الصين
مول جنوب الصين (بالإنجليزية: South China Mall)‏، هُو مركز تسوق يقع في مدينة دونغ غوان جنوبي الصين. يُعد المول أكبر مركز تسوق في العالم من حيث المساحة الإجمالية القابلة للتأجير، والثالث عالميا من حيث المساحة الإجمالية بعد كُل من إيران مول في المركز الأول الذي يحتوي بداخله بالإضافة للمتاجر والمحلات التجارية على نافورة موسيقية وقاعة طعام ومسجد وفندق، ومول آي أو آي سيتي مول [الإنجليزية] في ماليزيا.
افتُتح مول جنوب الصين سنة 2005، ولأكثر من 10 سنوات ظلت العديد من المحلات التجارية داخله فارغة، مما جعل الرأي العام يُطلق عليه لقب مركز تسوق ميت [الإنجليزية]. في 2015، ورد في تقرير من شبكة سي إن إن أن المركز التجاري بدأ في جذب المُستأجرين، بعد عمليات تجديد وإعادة تصميم واسعة طالته، على الرغم من أن أجزاء كبيرة منه لا تزال شاغرة. في فبراير 2018، وبعد أكثر من عقد من شبه الركود، أضحت جميع المحلات التجارية بالمول ممتلئة تقريبا. يضم المركز التجاري داخله أيضا سينما آيماكس ومدينة ترفيهية.
بُني مول جنوب الصين محل أراضي زراعية سابقة في منطقة وانجيانغ [الإنجليزية] في مدينة دونغ غوان على ساحل الصين الجنوبي. عند افتتاحه، أصبح المول أكبر مركز تسوق في العالم، مُتجاوزًا بذلك مول غولدن ريسورسز. بلغت تكلفة بناء المول حوالي 1.3 مليار دولار.
كان المركز التجاري مملوكًا لشركة دونغ غوان سان يوان ينغهي للاستثمار والتنمية، لكن لاحقا بيع جُزء كبير من حصة الشركة لصالح شركة فاوندر غروب [الإنجليزية].

## تاريخ

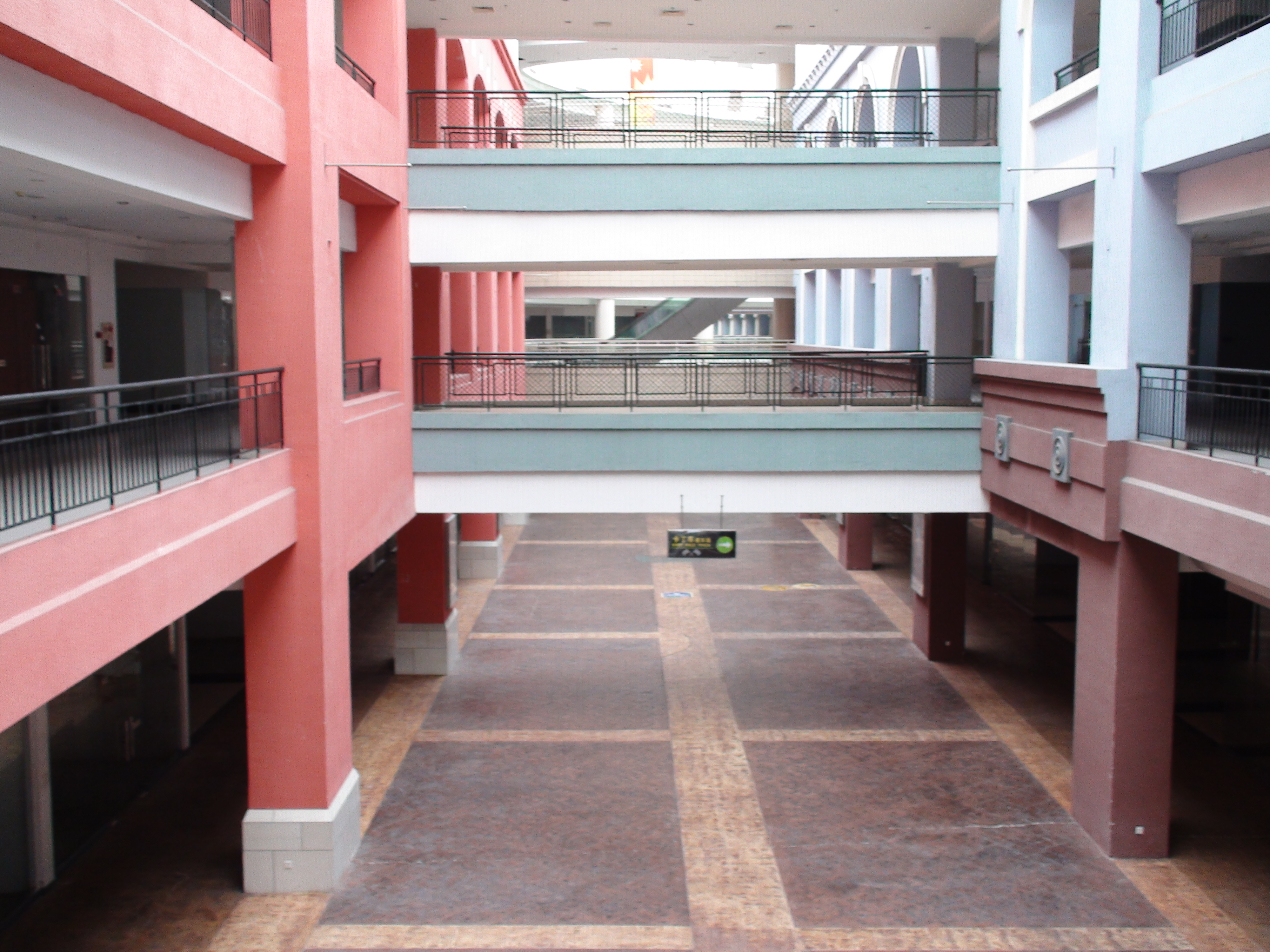
صورة لممرات فارغة في المول التُقطت في فبراير 2010.

بعد افتتاحه سنة 2005، عانى المركز التجاري من حالة ركود شديدة. هدف مشروع المول في البداية إلى استهداف سُكان مُدن غوانزو وشنجن المُجاورتين، لكن كون غالبية سُكان مدينة دونغ غوان من العُمال المهاجرين ذوي الدخل المحدود، أثر على الحركية التجارية داخل المركز التجاري الجديد. ظلت لسنوات العديد من المحلات التجارية بالمول شاغرة، حيث أن نسبة ذلك تجاوزت 99٪ من المتاجر خلال سنة 2008. كانت المحلات التجارية النشطة الوحيدة هي التي تتواجد بالقُرب من المدخل حيث توجد العديد من سلاسل الوجبات السريعة الغربية. أعيد تصميم موقف السيارات بالمركز التجاري ليُصبح مضمار سباق لسيارات الكارت.
أخرج المٌخرج سام غرين فيلمًا قصيرًا عن مول جنوب الصين حمل عنوان "يوتوبيا الجزء 3: أكبر مركز تسوق في العالم" (بالإنجليزية: Utopia Part 3: the World's Largest Shopping Mall)‏، عُرض لأول مرة في مهرجان صندانس السينمائي لسنة 2009، كما بُث ضمن سلسلة الأفلام الوثائقية POV [الإنجليزية] على شبكة بي بي إس.
كان المول في الأصل يُسمى مول جنوب الصين أو ساوث تشاينا مول، لكن غُير الاسم إلى "نيو ساوث تشاينا مول، ليفينغ سيتي" (بالإنجليزية: New South China Mall, Living City)‏ في سبتمبر 2007. هذا التغيير في الاسم جاء بعد استحواذ شركة فاوندر غروب [الإنجليزية] على ملكية المركز التجاري من المالك الأصلي هو غيرونغ في ديسمبر 2006.
في 2013، كتب الكاتب وايد شيبارد مُؤلف كتاب (بالإنجليزية: Vagabond Journey)‏ عن زيارته الأخيرة للمركز التجاري، واعترف بأن مُعظم زوار المركز التجاري يأتون بغرض ارتياد قاعة السينما المُتواجدة بالمول، كما أن مُعظم العائلات تأتي لزيارة المدينة الترفيهية. لاحظ الكاتب كذلك أن 4 طوابق كاملة من المول غير مُستخدمة، وأن مياه القنوات الداخلية الاصطناعية قد تحول لونها إلى الأخضر.

## وصف

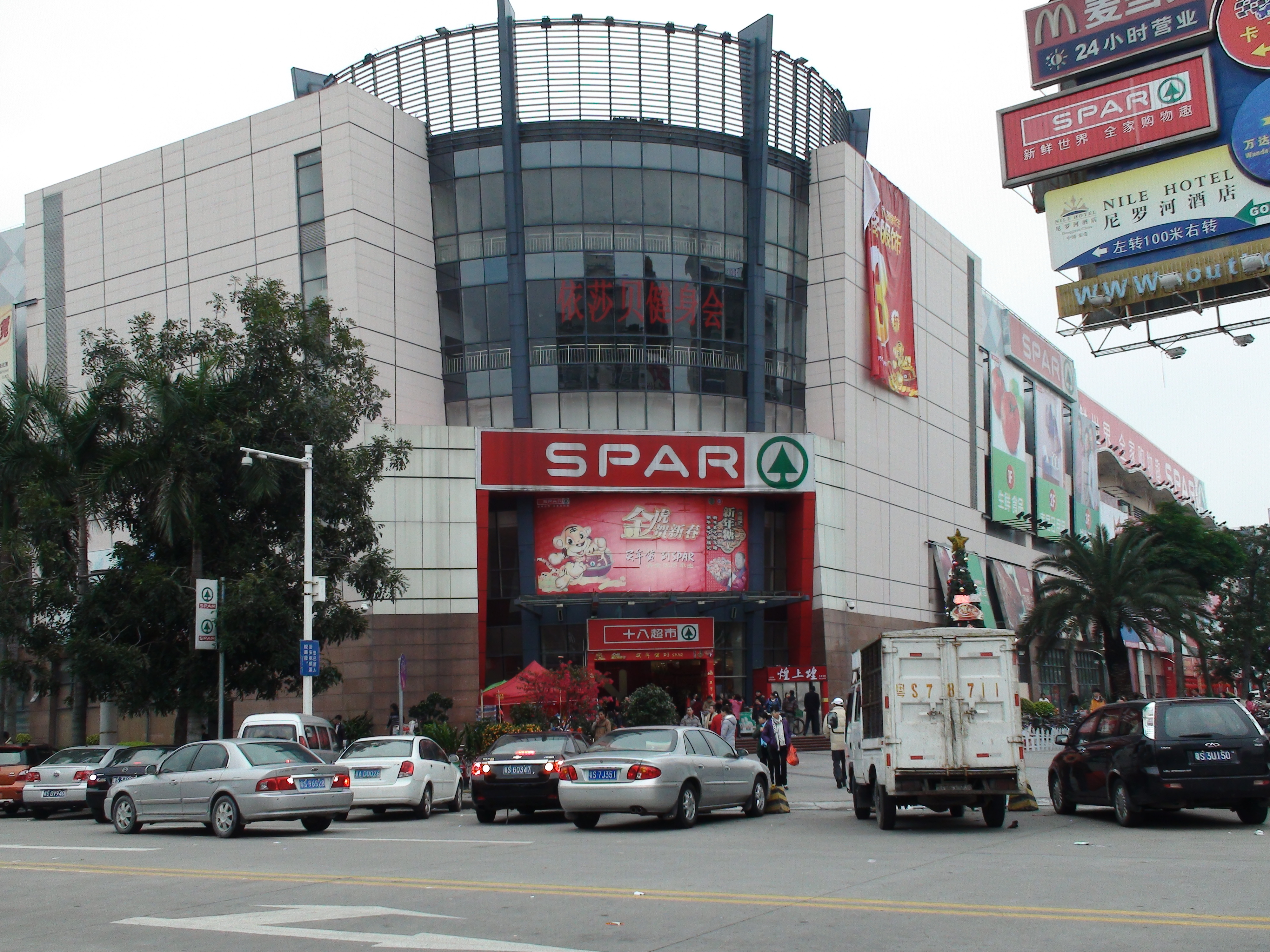
سبار هايبر ماركت في مول جنوب الصين.

تبلغ مساحة المركز التجاري الإجمالية 892,000 متر مربع (9,600,000 قدم2)، منها ما يقرب من 660,000 متر مربع (7,100,000 قدم2) مساحة قابلة للتأجير تضُم 2350 متجرًا.
يحتوي المركز التجاري على سبع مناطق مُسماة بأسماء مُدن ودول، على غرار أمستردام وباريس وروما والبندقية ومصر والكاريبي وكاليفورنيا. يضُم المول أيضا نُسخة طبق الأصل من قوس النصر بطول 25-متر (82 قدم)، ونسخة أخرى طبق الأصل من برج جرس سانت مارك [الإنجليزية] في البندقية،  وقناة بطول 2.1-كيلومتر (1.3 ميل) بها غندولات.

## أنظر أيضا
- السياحة في الصين
- مول غولدن ريسورسز

## وصلات خارجية
- وثائقي يوتوبيا الجزء 3: أكبر مركز تسوق في العالم على قناة بي بي إس الوثائقية.